# 25 Manga Barcelona
El 25è Manga Barcelona (anteriornement anomenat "Saló del Manga de Barcelona") fou la 25a edició del Manga Barcelona. Es va celebrar del dijous 31 d'octubre al diumenge 3 de novembre de 2019 als pavellons 1, 2, 2.1, 3, 4, 5, i la plaça de l'Univers del recinte de Fira Montjuïc. Fou una edició de rècord, que va obrir les portes amb les entrades ja esgotades del divendres, dissabte i diumenge i va tancar amb més de 152.000 visitants, la major xifra registrada fins aleshores.
L'ambiciosa edició que celebrava el 25è aniversari del naixement del certamen otaku va estar marcada per grans canvis en tots els sentits. La directora Meritxell Puig, que s'havia estrenat en el càrrec un any abans, va donar un nou toc a la convenció, tal com ja havia fet prèviament amb el Saló Internacional del Còmic de Barcelona en la seva 37a edició, celebrada uns mesos abans. La nova directora de Ficomic va canviar el nom històric de la convenció, que es va desprendre del terme "Saló" per a passar-se a denominar simplement "Manga Barcelona", nom acompanyat d'un flamant nou logotip. Però els canvis no es van quedar només en el nom. El Manga Barcelona va créixer considerablement en espais, assolint una superfície rècord de 78.000 m², 3.000 més que l'edició de 2018, i continuant eixamplant la distància amb el Saló del Còmic, que malgrat haver arribat als 58.000 m² en la seva 37a edició (2019), el rècord quedava empetitit comparat amb les mangànimes proporcions que havia assolit el festival otaku.
La festa del 25è aniversari va batre també un rècord pel que fa al nombre d'invitats, que va superar la quarantena. Entre les personalitats més destacades hi figuraven els mangakas Atsushi Ohkubo (Fire Force), Ryota Hayatsu (Shingeki no Bahamut), Aya Kanno (Baraō no Sōretsu, lit. El rèquiem del rei de la rosa), Tsubasa Yamaguchi (Kanojo to Kanojo no Neko, lit. Ella i el seu gat; Blue Period), Mizuho Kusanagi (Akatsuki no Yona, lit. Yona de l'alba), Elsa Brants (Save me, Pythia) i Sourya Sihachakr (sèrie Rouge de l'univers Freaks' Squeele). I també va destacar la presència de la banda de rock japonesa The 5.6.7.8's, que havia saltat a la fama per la seva actuació a Kill Bill: Volum 1, de Quentin Tarantino, el grup d'"idols" AKB48, l'equip de l'anime One Piece: Estampida i el cineasta Hideo Nakata, director del clàssic del terror Ringu (1998).
Per tal de celebrar el 25è aniverari, l'organització s'havia fixat com a objectiu que l'edició fos la més participativa de la seva història. Per aconseguir-ho, Ficomic es va treure de la màniga innovadores activitats com el "Manga Barcelona Quest", una gimcana a l'estil "stamp rally" japonès o "búsqueda del tresor", amb diverses accions en llocs estratègics del recinte mitjançant les quals el públic podia aconseguir la col·lecció de 25 cromos amb els cartells històrics de cada una de les 25 edicions del festival. S'estrenà també l'"Otaquiz", un concurs amb preguntes i respostes sobre la cultura otaku que va posar a prova els coneixements dels seus participants, els quals aspiraven a guanyar premis i ser coronats si demostraven el seu domini del món del manga i l'anime.
Pel que fa a les exposicions, va destacar en primer lloc la gran mostra "Osamu Tezuka. El déu del manga", formada per més de 200 originals del mangaka japonès. Per la seva importància, l'exposició fou mostrada al Museu Nacional d'Art de Catalunya, on hi va romandre fins a principis de gener de 2020. Una altra gran exposició va repassar els 25 anys del Saló del Manga, acompanyada de diversos actes commemoratius per a celebrar l'efemèride. Finalment, l'exposició itinerant "Dragon Ball World Adventure", sobre l'obra d'Akira Toriyama i el món de Son Goku, va passar també per Barcelona després d'haver iniciat la seva gira mundial a la Comic-Con de San Diego.
El pressupost de l'edició de 2019 va ascendir a 1,5 milions d'euros, amb el suport de l'Ajuntament de Barcelona, el Consolat General del Japó a Barcelona, la Japan Foudation, el Carnet Jove i l'Escola Joso, entre d'altres.
Va tancar les portes amb més de 152.000 visitants, xifra que marcà un nou rècord de participació a l'esdeveniment.

## L'auge del manga
El bon moment pel qual passava el Manga Barcelona, confirmat amb continuats rècords d'assistència i grandària, no era un fet isolat sinó que coincidia perfectament amb el moment d'alça general del qual gaudia el mercat del manga a nivell estatal. Segons l'expert Marc Bernabé, conegut per analitzar cada any l'evolució del mercat del manga, el 2018 havia tornat a ser un any de rècord de publicacions a Espanya, amb 812 mangues editats. Aquestes xifres coincidien aproximadament amb les del divulgador José Antonio Serrano de "Guía del Cómic", el qual havia comptabilitzat amb 801 el nombre de publicacions. Segons ambdós experts, aquesta xifra rècord era símptoma del bon moment que travessava el manga, que ja havia deixat molt enrere la crisi del 2008, un període en el qual el nombre de títols publicats havia caigut de 741 (2008) a 346 (2011) en qüestió de només tres anys.
Pel que fa al mercat editorial, Norma, Planeta i Ivrea es repartien el 61% del mercat del manga, perdent progressivament terreny a favor d'editorials com ECC, Milky Way i Panini. Segons Bernabé, juntes, les sis editorials representaven el 93% del mercat total.

## Nou rècord d'assistència i entrades esgotades
La primera edició del renovat Saló del Manga de Barcelona, anomenat ara Manga Barcelona, va obrir les portes amb les entrades anticipades ja esgotades per a tres dels quatre dies de durada de l'esdeveniment. Tampoc quedaven abonaments per als quatre dies del festival. Setmanes abans de l'estrena de la convenció otaku, Ficomic ja havia anunciat que no quedaven entrades pel divendres, dissabte ni diumenge. Malgrat tot, l'organització havia anunciat que les taquilles obririen per tal de posar noves entrades a la venda en funció de l'aforament i a mesura que el públic anés sortint, ja que els bitllets eren d'accés únic.
Vista la situació generada amb les entrades, tot feia preveure que l'edició registraria un nou rècord de visitants. I, efectivament, així va ser. El diumenge 3 de novembre, Ficomic va anunciar que un total de 152.000 visitants s'havien passat pel certamen, 2.000 més que en la prèvia edició. Quedava així confirmat el poder de convocatòria de la cita otaku, que semblava no tocar sostre.

## Un aniversari farcit de rècords i reptes
A part dels rècords de superfície, d'activitats, d'invitats i d'assistència, l'organització va anunciar que el festival comptaria cada dia amb un repte col·lectiu per tal d'animar i dinamitzar la participació del públic. Aquest objectiu sintonitzava amb la línia marcada per Ficomic, que ja havia donat a conèixer que pretenia fer del 25è aniversari l'edició més participativa de la seva història.
Pel dijous, el desafiament col·lectiu plantejat fou aconseguir la conga de cosplay més llarga del món. El segon rècord previst, pel divendres, fou aconseguir seguir la coreografia de "Koi Suru Fortune Cookie", un dels temes més coneguts del grup AKB48. Pel dissabte, l'organització es va fixar com a objectiu fer aixecar els braços del públic durant unt minut, emulant així el gest de Son Goku a l'anime Bola de Drac invocant una bola d'energia. Finalment, pel diumenge, el rècord plantejat als visitants fou vestir-se de blanc i roig, els colors de la bandera del Japó.

## El cartell de Kenny Ruiz
El cartell de la 25a edició del Saló del Manga fou presentat el dimecres 10 de juliol de 2019 al Centre Cultural d'Arts Santa Mònica de Barcelona. En aquesta ocasió, Ficomic va encarregar el cartell al dibuixant Kenny Ruiz, amb Noiry com a colorista.
El cartell mostra a una jove que surt d'una estació del metro de Barcelona, en la qual s'hi identifica el logotip de la Línia 1 i de la Línia 3, per la qual cosa només es pot tractar de l'estació d'enllaç Espanya o de l'estació de Plaça de Catalunya. Al sortir del metro, la jove trepitja els típics panots grisos amb el gravat de la flor de Barcelona, característics de moltes voreres de Barcelona. Al seu entorn, l'envolta tot un acolorit assortiment d'icones reconeixibles del manga i l'anime.
Sobre l'entrada del metro, un cartell escrit en japonès anuncia un "feliç 25è aniversari". El dibuixant Kenny Ruiz va comentar sobre la boca del metro que fa d'enllaç amb la cultura japonesa. En les seves pròpies paraules, «volia transmetre la idea de mestissatge, d'eclecticisme i evolució, perquè tot pren sentit quan hi ha mescla». També, segons l'autor, «la noia arrastra l'energia de tot tipus de manga, que aporta molts diversos punts de vista a la cultura».

## Activitats
Per celebrar el 25è aniversari, Ficomic va configurar un programa atapaït d'activitats a més no poder durant els quadre dies de durada del festival. De fet, segons els organitzadors Meritxell Puig i Oriol Estrada, un visitant hagués necessitat tot un mes amb una jornada diària de 20 hores per tal de conèixer tots els racons del fetival. L'ingent programa d'activitats, inabastable, va incloure els clàssics concursos de cosplay, que comprenien els concursos World Cosplay Summit, European Cosplay Gathering, Clara Cow's Cosplay Cup i l'EuroCosplay. Per altra banda, més d'un centenar de tallers temàtics inclosos dins de l'espai Japan Experience van tractar sobre temes com la llengua japonesa, la gastronomia, l'esport, l'origami, la moda, la cal·ligrafia o els jocs tradicionals japonesos. Tampoc hi van faltar actuacions musicals al gran escenari, projeccions de pel·lícules a l'auditori, sessions de firmes o trobades amb mangatubers.
Activitats especials amb motiu de l'aniversari foren els concursos "Manga Quest", "Manga Otaquiz" o els reptes (o challenge), que pretenien fomentar la participació activa del públic a la festa otaku. El "Manga Quest" fou una gimcana mitjançant la qual el públic s'havia de desplaçar per diversos racons del recinte firal i, amb l'ajuda d’un mòbil, podia guanyar un total de 25 cromos amb el cartell de les 25 edicions del saló del manga. Amb el "Manga Otaquiz", els visitants van poder posar a prova els seus coneixement sobre magna i anime amb l'objectiu de guanyar premis. Finalment, els reptes o challenges foren diaris i van incloure aconseguir la conga de cosplay més llarga del món, una coreografia col·lectiva d'un tema del grup AKB48, aixecar els braços imitant el gest de Son Goku a l'invocar una bola d'energia i, per acabar, vestir-se de vermell i blanc, colors del Japó.

## Exposicions
- 25 anys del saló del manga. Exposició que fou un recorregut nostàlgic per la història del Saló del Manga des del seu naixement el 1995 fins a l'actualitat. L'exposició va anar acompanyada de la sèrie de xerrades "Manga Revival", dedicades a commemorar el 25è aniversari. Addicionalment, per conquerir la interacció amb el públic, Ficomic va oferir la possibilitat als visitants de guanyar una col·lecció de 25 cromos amb els cartells històrics de la convenció, mitjançant la participació a la gimcana "Manga Quest".[4]

- Doraimon. Exposició dedicada a l'anime Doraimon. Va estar ubicada a l'espai infantil del Manga Barcelona.

- Dragon Ball World Adventure. Exposició sobre l'obra d'Akira Toriyama i, en particular, sobre la mítica sèrie Bola de Drac. Es tractava d'una exposició itinerant que havia iniciat la seva gira mundial a la Comic-Con de San Diego i, a part de Barcelona, incloïa com a altres destins Nova York, Mèxic, Alemanya, Xina o el Japó.[3] De producció nord-americana, la gegant exposició havia començat la seva gira el 2018 i visitava ara per primera vegada Barcelona.[4]

- Osamu Tezuka, el déu el manga.[13] Exposició formada per gairebé 200 originals del mangaka Osamu Tezuka, sobrenomenat "Manga no Kami-sama", (lit. "Déu del manga"), figura cabdal de la història del manga.[14] L'exposició va fer un repàs a tota la carrera de Tezuka, incloent pàgines de clàssics com Astroboy, Kimba, el lleó blanc, La princesa caballer o Blackjack, a més d'obres més modernes com Adolf, Buda i Fénix.[14]

Es tractà d'una exposició molt similar a la gran mostra que ja s'havia fet el 2018 al Festival del Còmic d'Angulema. No obstant, la versió exposada ara a Barcelona incloïa diversos canvis, com per exemple una introducció al còmic japonès. La mostra, sense precedents a l'estat espanyol, per la seva importància no es va exposar al recinte del Manga Barcelona sinó al Museu Nacional d'Art de Catalunya, espai en el qual hi restà fins al 6 de gener del 2020. Ficomic va recalcar el valor de l'exposició pel fet de ser la primera restrospectiva d'aquest nivell que es podia veure a Barcelona, senyalant la dificultat que va implicar fer sortir del Japó a més de 200 originals d'Osamu Tezuka, que en subhastes assoleixen preus de més de 10.000 euros.
L'exposició va tenir com a coproductors Ficomic amb l'estreta col·laboració del MNAC, Tezuka Productions, el Festival international de la bande dessinée d'Angoulême, i fou comissariada pel director artístic del festival francès d'Angulema, Stéphane Beaujean. També, fou apadrinada pel director de cinema Makoto Tezuka, fill d'Osamu Tezuka.

## Invitats internacionals
L'edició del 25è aniversari va batre un rècord pel que fa al nombre d'invitats. D'entre els més de 40 autors convidats que hi van passar van destacar els noms de Reiko Okano i Atsushi Ohkubo (Fire Force), Ryota Hayatsu (Shingeki no Bahamut), Aya Kanno (Baraō no Sōretsu, lit. El rèquiem del rei de la rosa), Tsubasa Yamaguchi (Blue Period), Mizuho Kusanagi (Akatsuki no Yona, lit. Yona de l'alba), Elsa Brants (Save me, Pythia) i Sourya Sihachakr (sèrie Rouge de l'univers Freaks' Squeele).
També hi van assistir el director japonès de la pel·lícula Ringu, Hideo Nakata, el qual va venir a presentar la pel·lícula Sadako; i el productor Hiroki Koyama acompanyat del seu equip responsable de l'anime One Piece: Estampida.
A nivell musical, també van acudir al festival la banda de rock japonesa The 5.6.7.8's, que havia saltat a la fama amb la seva aparició cantant en un restaurant a la pel·lícula Kill Bill: Volum 1 (2003) de Quentin Tarantino i el grup d'"idols" AKB48.
Pel que fa a reprentants de xarxes socials, hi van assistir els youtubers Yuko i Ernesto, més coneguts pel nom "Nekojitablog", els quals van presentar en exclusiva el seu primer llibre, Japón con jamón, basat en les seves vivències i coneixement de la cultura japonesa.

## Jurat
El sistema de votació fou a dues voltes. A la primera volta, tothom podia emetre un vot mitjançant una votació popular online a la pàgina de Ficomic. Les obres més votades passaren a la segona volta, en la qual un jurat va elegir l'obra guanyadora en cada una de les categories.
El jurat de la segona fase de les votacions va estar integrat per:
- Josep Maria Berengueras, periodista del mitjà El Periódico.
- Marta Salmons, autora.
- Santi Casas, autor i professor de l'escola Joso.
- Mónica Rex, redactora de Zona Negativa.
- Oriol Estrada, divulgador i assessor de Manga Barcelona.

## Palmarès

### Apartat manga

#### Millor shonen
Premi al millor manga shonen.
| Títol                                  | Autor/s                    | Editorial           |
| -------------------------------------- | -------------------------- | ------------------- |
| Bakemonogatari (Monster Tale)          | NisiOsiN, Oh! Great, VOFAN | Milky Way Ediciones |
| Guardians de la nit (Kimetsu no Yaiba) | Koyoharu Gotōge            | Norma               |
| The Promised Neverland                 | Kaiu Shirai, Posuka Demizu | Norma               |

#### Millor shojo
Premi al millor manga shojo.
| Títol                             | Autor/s         | Editorial           |
| --------------------------------- | --------------- | ------------------- |
| CardCaptor Sakura: Clear Card Arc | CLAMP           | Norma               |
| Children of the Wales             | Abi Umeda       | Milky Way Ediciones |
| Yona, princesa del amanecer       | Mizuho Kusanagi | Norma               |

#### Millor seinen
Premi al millor manga de gènere seinen.
| Títol                                                  | Autor              | Editorial           |
| ------------------------------------------------------ | ------------------ | ------------------- |
| Atelier of Witch Hat (El Atelier de Sombreros de Mago) | Komome Shirahama   | Milky Way Ediciones |
| Golden Kamuy                                           | Mizuho Kusanagi    | Milky Way Ediciones |
| One Punch-Man                                          | One, Yusuke Murata | Editorial Ivrea     |

#### Millor josei
Premi al millor manga josei.
| Títol                                | Autor      | Editorial           |
| ------------------------------------ | ---------- | ------------------- |
| Catarsis                             | Moto Hagio | Ediciones Tomodomo  |
| Mi Giovanni                          | Hozumi     | Milky Way Ediciones |
| Qué difícil es el amor para un otaku | Fujita     | ECC Ediciones       |

#### Millor kodomo
Premi al millor manga kodomo.
| Títol                            | Autor                              | Editorial     |
| -------------------------------- | ---------------------------------- | ------------- |
| Animal Crossing                  | Sayori Abe                         | Norma         |
| Doraemon y el pequeño dinosaurio | Fujiko F. Fujio, Shin-Ei Animation | Planeta Cómic |
| Super Mario Aventuras            | Yukio Sawada                       | Planeta Cómic |

#### Millor manga d'autor espanyol
| Títol                                 | Autor                         | Editorial       |
| ------------------------------------- | ----------------------------- | --------------- |
| Liquid Memories - El asesino del agua | Dani Bermúdez, Fidel de Tovar | Norma Editorial |
| Reboot                                | Manu López                    | Norma Editorial |
| Zinzyde                               | Klaux                         | Fandogamia      |

#### Millor light novel
Premi a la millor novel·la lleugera (conegut també per "ranobe")
| Títol                                            | Autor/a                            | Editorial       |
| ------------------------------------------------ | ---------------------------------- | --------------- |
| El jardín de las palabras                        | Makoto Shinkai                     | Planeta Cómic   |
| Re: Zero - Empezar de cero en un mundo diferente | Tappe Nagatsuki, Shinichiro Otsuka | Planeta Cómic   |
| The Promised Neverland: La carta de Norman       | Kaiu Shirai, Nanao, Posuka Demizu  | Norma Editorial |

#### Millor fanzine
Premi al millor fanzine.
| Títol                    | Autor/s                                    |
| ------------------------ | ------------------------------------------ |
| El Jardín de Ceres       | Wonderpun (Paula González, Diego Iglesias) |
| Kick!                    | Sofiskita (Sofía Barbosa Cebada)           |
| One Shot Jam (Rockmedia) | Iván Roca                                  |

### Apartat anime

#### Millor sèrie d'anime
| Títol                | Direcció         | Distribució    |
| -------------------- | ---------------- | -------------- |
| Ataque a los titanes | Tetsurō Araki    | Selecta Visión |
| Made in Abyss        | Masayuki Kojima  | Selecta Visión |
| Mob Psycho           | Yuzuru Tachikawa | Crunchyroll    |

#### Millor pel·lícula d'anime
| Títol                          | Direcció            | Distribució    |
| ------------------------------ | ------------------- | -------------- |
| A Silent Voice                 | Naoko Yamada        | Selecta Visión |
| Dragon Ball Super: Broly       | Tatsuya Nagamine    | Selecta Visión |
| Vull menjar-me el teu pàncrees | Shinichirō Ushijima | Selecta Vision |

#### Millor live action
Premia a la millor pel·lícula live action
| Títol                     | Direcció         | Distribució       |
| ------------------------- | ---------------- | ----------------- |
| Alita: Battle Angel       | Robert Rodriguez | 20th Century Fox  |
| Gintama                   | Shinji Takamatsu | Mediatres Estudio |
| Pokémon: Detectiu Pikachu | Rob Letterman    | Warner Bros       |

#### Premi Auditori
| Títol internacional/original                                                                                              | Doblatge en català   | Direcció                         |
| --- | -------------------- | -------------------------------- |
| Assassination Classroom (暗殺教室, Ansatsu kyōshitsu)                                                                     | -                    | Eiichirō Hasumi                  |
| Black Fox | -                    | Kazuya Nomura, Keisuke Shinohara |
| Children of the Sea (海獣の子供, Kaijū no Kodomo)                                                                         | -                    | Ayumu Watanabe                   |
| Genocidal Organ (虐殺器官, Gyakusatsu kikan)                                                                              | -                    | Shûkô Murase                     |
| One Piece: Stampede (ワンピーススタンピード, Wan Pīsu Sutanpīdo)                                                          | One Piece: Estampida | Takashi Ōtsuka                   |
| Ride your wave (きみと、波にのれたら, Kimi to, Nami ni Noretara)                                                          | L'amor és a l'aigua  | Masaaki Yuasa                    |
| Sadako (貞子) | -                    | Hideo Nakata                     |
| Shin chan y KulETE el extraterrestre (クレヨンしんちゃん: 襲来！！宇宙人シリリ, Crayon Shinchan: Shūrai! Uchūjin Shiriri) | -                    | Masakazu Hashimoto               |

## Programa cultural

### Projeccions
| Data                    | Hora           | Acte                                                                         | Informació |
| ----------------------- | -------------- | ---------------------------------------------------------------------------- | --- |
| Dijous 31 d'octubre     | 10:00-10:50 h. | Especial Japan Media Arts (52 min). VOSI                                     | Comprèn la projecció de les obres guanyadores de la 22a edició del Japan Media Arts (22nd Award Winning Program). |
| Dijous 31 d'octubre     | 11:00-12.10 h. | Homenatge a l'anime Gundam (40è aniversari)                                  | Projecció dels episodis de Gundam: The Origin (52 min). VOSE |
| Dijous 31 d'octubre     | 12:30 h.       | Cerimònia d'entrega dels premis Manga Barcelona 2019                         | |
| Dijous 31 d'octubre     | 14:00-15.45 h. | El castell de Cagliostro (95 min). VOSE                                      | Homenatge al mangaka Monkey Punch amb la recuperació de la seva obra més coneguda. |
| Dijous 31 d'octubre     | 16:00-17.45 h. | "Curts de Tezuka" (100 min) + Presentació. VOSE i VE                         | Homenatge a Osamu Tezuka en motiu del 30è aniversari de la seva mort. Projecció d'alguns dels curts més populars de l'autor, com el primer episodi d'Astro Boy (1980) i fins a "Tales of a Street Corner" (1962) o "Legend of the Forest" (1987). Presentat per Jesús Palacios. |
| Dijous 31 d'octubre     | 18:00-19.45 h. | Gran estrena: L'amor és a l'aigua (Ride your wave, 95 min). VOSE             | + Presentació de Mónica García (directora de la Fundació Sitges) |
| Divendres 1 de novembre | 10:15-12.00 h. | Anime Kids: Okko, el hostal y sus fantasmas (95 min) – VOSE                  | |
| Divendres 1 de novembre | 12:15-14.45 h. | The Legend of the Stardust Brothers (110 min) + Q&A amb Macoto Tezuka. VOSE  | Acte especial amb Macoto Tezuka. |
| Divendres 1 de novembre | 15:00-17.15 h. | Gran estrena – Acte especial: Sadako (99 min). VOSE                          | + Q&A amb Hideo Nakata. |
| Divendres 1 de novembre | 17:30-19.45 h. | Acte especial-Premiere: El temps amb tu (Weathering with You, 112 min). VOSE | Nou anime de Makoto Shinkai, autor de l'exitós Your Name (2016). |
| Dissabte 2 de novembre  | 10:00-11.45 h. | Gran estrena: The Black Fox (100 min). VOSE                                  | + Presentació. |
| Dissabte 2 de novembre  | 12:00 h.       | Trobada amb Nekojitablog                                                     | |
| Dissabte 2 de novembre  | 13:30-15.45 h. | Especial cinema culinari: El cocinero de los últimos deseos (126 min). VOSE  | Darrera pel·lícula del director Yojiro Takita, guanyador d'un premi oscar per la pel·lícula Okuribito (Departures). |
| Dissabte 2 de novembre  | 16:00-18.00 h. | Gran estrena: Los niños del mar (Children of the Sea, 110 min). VOSE         | Nou anime de Ayumu Watanabe (Tokyo, 1966), autor amb una llarga trajectòria en el món de l'animació i director d'algunes pel·lícules de Doraimon i altres sèries d'anime. Presentat per Ángel Sala.                                                                             |
| Dissabte 2 de novembre  | 18:10-20.00 h. | Gran estrena: Assassination Classroom (110 min). VOSE                        | Live-action de gran èxit al Japó basat en el popular manga creat per Yusei Matsui el 2012. |
| Diumenge 3 de novembre  | 10:00-11.45 h. | Gran estrena: Shin chan y KulETe, el extraterrestre (105 min). VE            | Acte presentat per Shin-chan. Nova aventura de Shinnosuke Nohara. |
| Diumenge 3 de novembre  | 12:00-14.15 h. | Gran estrena: One Piece: Estampida (101 min). VOSE                           | +Q&A amb l'equip de la pel·lícula. |
| Diumenge 3 de novembre  | 14:30-15.45 h. | Homenatges: Mi nombre es Koji + Los albores del kaiju eiga (65 min). VE      | Projeccions presentades pels seus directors. Celebració del 65è aniversari de Godzilla, monstre vinculat a la tràgica experiència del Japó amb l'amenaça nuclear, que va determinar el surgiment del kaiju eiga (pel·lícules de monstres gigants).                              |
| Diumenge 3 de novembre  | 16:00-18.00 h. | Gran estrena: Genocidal Organ (116 min). VOSE                                | |
| Diumenge 3 de novembre  | 18:15-19.50 h  | Especial Japan Media Arts: Tomoyasu Murata Stop Motion Program (67 min) VOSI | Selecció de 5 treballs de Tomoyasu Murata, un dels mestres japonesos de l'animació en stop motion, inspirats en el teatre tradicional japonès de marionetes, el Bunraku. |

### Conferències i taules rodones
| Data                    | Hora     | Acte |
| ----------------------- | -------- | --- |
| Dijous 31 d'octubre     | 15:00 h. | Conferència: «Mobile Suit Gundam: 40è aniversari». Amb: Cine Asia |
| Dijous 31 d'octubre     | 15:00 h. | Manga Revival: «Al manga li queden dos anys». Amb: Jaime Ortega i Ester Gomà Juncosa |
| Dijous 31 d'octubre     | 16:00 h. | Conferència: «De Blancaneus a La Bella Dorment: influències sobre l'obra d'Osamu Tezuka». Amb: Pablo Begué |
| Dijous 31 d'octubre     | 18:30 h. | Presentació de fanzines i entrega del Premi al Millor Fanzine |
| Dijous 31 d'octubre     | 19:00 h. | Conferència: «Eroguro, de la literatura al manga». Amb: Jesús Palacios |
| Divendres 1 de novembre | 10:00 h. | Conferència: «El ciberpunk de Mamoru Oshii». Amb: Jesús Palacios |
| Divendres 1 de novembre | 10:00 h. | Taula rodonda: ¿Manga europeu? Amb: Elsa Brants & Sourya |
| Divendres 1 de novembre | 11:00 h. | Conferència: «Espiritualitat i feminitat del Japó antic a les obres de Reiko Okano». Amb: Reiko Okabo |
| Divendres 1 de novembre | 17:00 h. | Manga Revival: «Els cartells del Manga Barcelona». Amb: Kenny Ruiz, Belén Ortega, Marta Salmons |
| Divendres 1 de novembre | 19:00 h. | Conferència «L'arc i les fletxes: l'aparició dels samurais a la literatura japonesa». Amb: Carlos Rubio |
| Diumenge 3 de novembre  | 10:00 h. | Taula rodonda: Anime tradicional vs. digital. Amb: David Heredia & Antonio Horno |
| Diumenge 3 de novembre  | 15:30 h. | Conferència: «El món de les figures al Japó». Amb: Alberto Martínez (Mechanical Japan) |
| Diumenge 3 de novembre  | 16:00 h. | Taula rodona: Present i ¿futur? del manga (en català). Amb: Olga Resina (Ooso Comics), Joan Navarro, Oriol Figuerola (botiga "Terra de Còmics") i Marc Mensa Puiggròs (ComiCat). Moderació: Maz Plaza (Ramen para Dos) |
| Diumenge 3 de novembre  | 16:30 h. | Manga Revival: «25 anys de Manga Barcelona». Amb: Manu Guerrero, Óscar Valiente, David Hernando i Raúl Izquierdo. Moderació: Oriol Estrada                                                                             |
| Diumenge 3 de novembre  | 17:00 h. | Conferència: «Els secrets de Rèquiem. Desfollant la rosa». Amb: Aya Kanno & Ana Caro |
| Diumenge 3 de novembre  | 18:00 h. | Manga Revival: «La història del home video a Espanya». Amb: Manu Guerrero |
| Diumenge 3 de novembre  | 18:00 h. | Conferència: «El cinema asiàtic a l'actualitat». Amb: Cine Asia |

### Presentacions
| Data                    | Hora     | Acte                                                                             |
| ----------------------- | -------- | -------------------------------------------------------------------------------- |
| Dijous 31 d'octubre     | 18:30 h. | Presentació de fanzines i entrega del Premi al Millor Fanzine                    |
| Divendres 1 de novembre | 14:00 h. | Presentació de novetats de Crunchyroll                                           |
| Divendres 1 de novembre | 14:30 h. | Presentació editorial d'Ooso Comics                                              |
| Divendres 1 de novembre | 15:00 h. | Presentació de Go! Go! Nihon                                                     |
| Divendres 1 de novembre | 17:00 h. | Presentació editorial de Tomodomo                                                |
| Dissabte 2 de novembre  | 10:00 h. | Presentació editorial de Fandogamia Editorial                                    |
| Dissabte 2 de novembre  | 10:30 h. | Presentació editorial de Panini Manga                                            |
| Dissabte 2 de novembre  | 11:00 h. | Presentació editorial d'ECC Ediciones                                            |
| Dissabte 2 de novembre  | 12:00 h. | Presentació editorial d'Ediciones Babylon                                        |
| Dissabte 2 de novembre  | 13:00 h. | Presentació editorial de Diábolo Ediciones                                       |
| Dissabte 2 de novembre  | 14:00 h. | Presentació de novetats de Coalise Estudio                                       |
| Dissabte 2 de novembre  | 15:00 h. | Presentació editorial de l'Editorial Ivrea                                       |
| Dissabte 2 de novembre  | 16:00 h. | Presentació de novetats de Selecta Visión                                        |
| Dissabte 2 de novembre  | 17:00 h. | Presentació editorial de Planeta Cómic                                           |
| Dissabte 2 de novembre  | 18:00 h. | Presentació editorial de Norma Editorial                                         |
| Dissabte 2 de novembre  | 19:00 h. | Presentació editorial de Milky Way Ediciones                                     |
| Dissabte 2 de novembre  | 19:30 h. | Presentació editorial de Satori Ediciones                                        |
| Diumenge 3 de novembre  | 10:00 h. | Taula rodonda: Anime tradicional vs. digital. Amb: David Heredia & Antonio Horno |
| Diumenge 3 de novembre  | 11:00 h. | Presentació de novetats de "Cine Asia" (15è aniversari)                          |
| Diumenge 3 de novembre  | 12:00 h. | Presentació editorial de Héroes de Papel                                         |
| Diumenge 3 de novembre  | 14:00 h. | Presentació de novetats de Mediatres                                             |